# Élections sénatoriales de 1998 en Polynésie française
L'élection sénatoriale en Polynésie française a eu lieu le dimanche 27 septembre 1998. 
Elle a eu pour but d'élire le sénateur représentant le département de Polynésie française pour un mandat de neuf années.

## Contexte départemental
Lors des élections sénatoriales du 24 septembre 1989 en Polynésie française, un sénateur a été élu, Daniel Millaud (UDF-CDS).
Depuis, tous les effectifs du collège électoral des grands électeurs ont été renouvelés, avec les élections législatives françaises de 1997 et les élections municipales françaises de 1995.

## Rappel des résultats de 1989
|                | Daniel Millaud          | E'a Api        | 237 | 51,19  |  |  |
|                | Jean-Baptiste Trouillet | Tavini         | 226 | 48,81  |  |  |
|                |                         |                |     |        |  |  |
| Inscrits       | Inscrits                | Inscrits       | 507 | 100,00 |  |  |
| Abstentions    | Abstentions             | Abstentions    | 37  | 7,30   |  |  |
| Votants        | Votants                 | Votants        | 470 | 92,70  |  |  |
| Blancs et nuls | Blancs et nuls          | Blancs et nuls | 7   | 1,38   |  |  |
| Exprimés       | Exprimés                | Exprimés       | 463 | 91,32  |  |  |

## Sénateur sortant
| Sénateur | Sénateur       | Parti   | Fonctions lors de l'élection en 1998 |
| -------- | -------------- | ------- | ------------------------------------ |
|          | Daniel Millaud | E'a Api | Sénateur sortant                     |

## Présentation des candidats
Le seul représentant de la Polynésie française est élu pour une législature de 9 ans au suffrage universel indirect par les 507 grands électeurs du département. 
En Polynésie française, le sénateur est élu au scrutin majoritaire à deux tours.
| Candidats | Candidats           | Parti    | Principale fonction                                 |
| --------- | ------------------- | -------- | --------------------------------------------------- |
|           | Jean-Marius Raapoto | Tavini   |                                                     |
|           | Yves Conroy         | DVG      |                                                     |
|           | Gaston Flosse       | Tahoeraa | Président de la Polynésie française, maire de Pirae |

## Résultats
|                | Gaston Flosse       | Tahoeraa       | 385 | 79,88  |  |  |
|                | Jean-Marius Raapoto | Tavini         | 89  | 18,46  |  |  |
|                | Yves Conroy         | DVG            | 8   | 1,66   |  |  |
|                |                     |                |     |        |  |  |
| Inscrits       | Inscrits            | Inscrits       | 507 | 100,00 |  |  |
| Abstentions    | Abstentions         | Abstentions    | 6   | 1,18   |  |  |
| Votants        | Votants             | Votants        | 501 | 98,82  |  |  |
| Blancs et nuls | Blancs et nuls      | Blancs et nuls | 19  | 3,79   |  |  |
| Exprimés       | Exprimés            | Exprimés       | 482 | 96,21  |  |  |